# Montel Williams

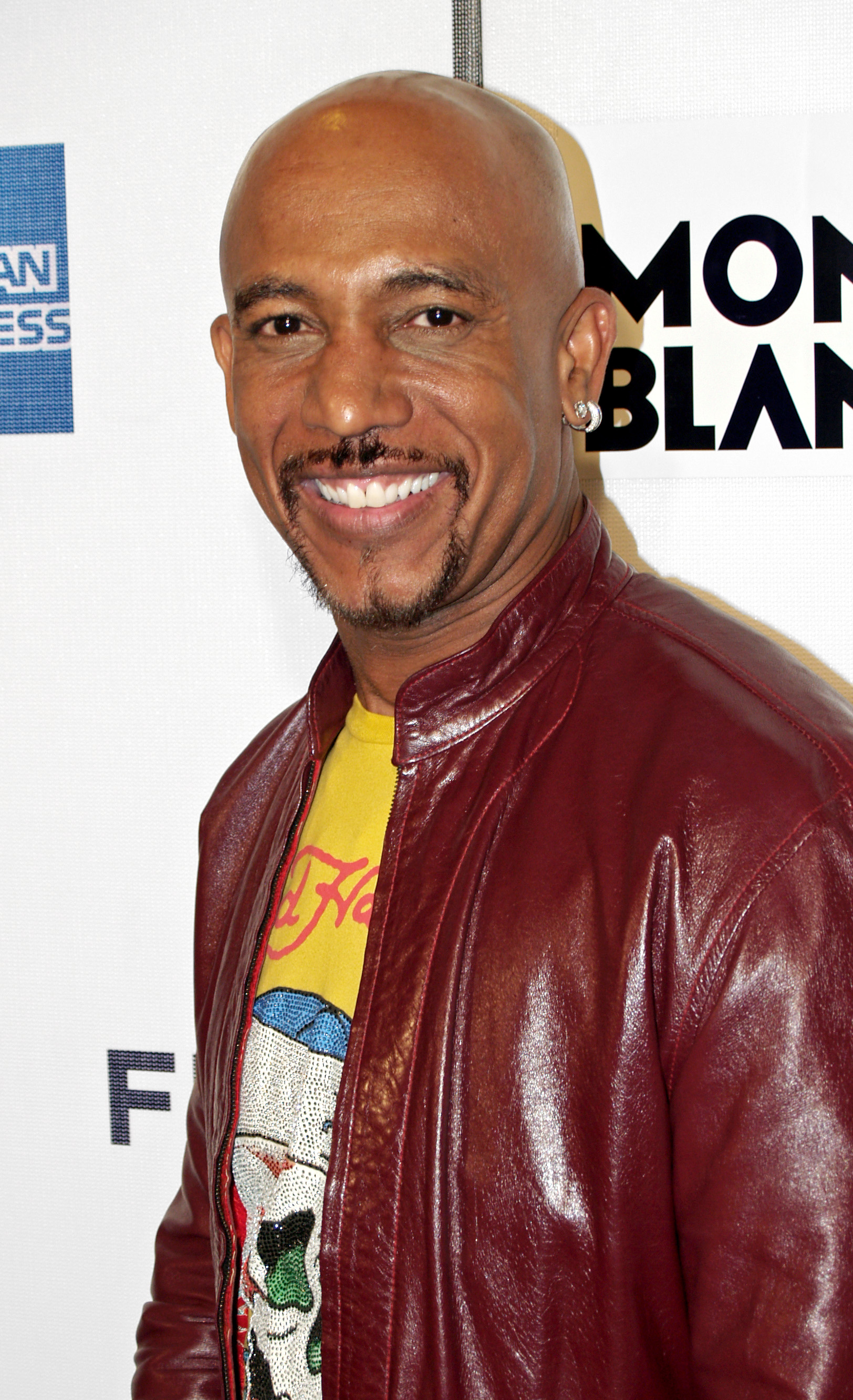
Williams 2008 beim Tribeca Film Festival

Montel Brian Anthony Williams (* 3. Juli 1956 in Baltimore, Maryland) ist ein US-amerikanischer Talkshow- und Radiomoderator, sowie Schauspieler. Er wurde in den Vereinigten Staaten durch seine langjährige Talkshow The Montel Williams Show bekannt. In jüngster Zeit tritt er für die Initiative Partnership for Prescription Assistance (PPA) auf, die es ärmeren Familien ermöglichen soll, an teurere Arzneimittel zu gelangen. Seit er 1999 mit Multiple Sklerose diagnostiziert wurde, setzt er sich außerdem für die MS Foundation ein.

## Leben

### Jugend
Williams wurde in Baltimore, Maryland geboren und wuchs in Glen Burnie auf. Sein Vater Herman Williams Jr. war Feuerwehrmann, der 1992 der erste afroamerikanische Chef der Feuerwehr in Baltimore wurde. Montel Williams hat fünf Geschwister. Er besuchte die Highschool in Linthicum und wurde dort zum Schulsprecher seiner Jahrgänge gewählt.  Nach der Highschool meldete er sich 1974 freiwillig zum United States Marine Corps. Er besuchte ein Boot Camp in Parris Island, South Carolina, wo er zum Platoon-Führer befördert wurde. Nach der Grundausbildung ging er in das Desert Warfare Training Center in Twentynine Palms, Kalifornien. Dort genoss er das Ansehen seiner Vorgesetzten und er wurde für die Naval Academy Preparatory School in Newport, Rhode Island vorgeschlagen. Dort absolvierte er einen einjährigen Kurs und begann dann am 6. Juli 1976 eine Ausbildung an der U.S. Naval Academy in Annapolis. Dazu wurde er als Korporal der Marines entlassen und begann als Midshipman in der Navy. In Annapolis studierte er Mandarin und schloss 1980 ein Studium des Allgemeinen Ingenieurwesen ab.
Williams wollte danach als Offizier zu den Marines zurückkehren, doch er und 99 andere Soldaten wurden mit einem falschen Impfstoff behandelt, der massive Reaktionen hervorrief. Williams verlor die Sicht auf seinem linken Auge und musste zweieinhalb Wochen im Krankenhaus verbringen. Sein Auge erholte sich zwar etwas, doch er konnte danach nicht mehr zu den Marines wechseln. Stattdessen wurde er Aufklärungsoffizier in der Navy.
Er leitete eineinhalb Jahre eine Einheit auf Guam und wechselte 1982 an das Defense Language Institute in Monterey, Kalifornien, wo er ein Jahr Russisch lernte. Anschließend wurde er nach Fort Meade in Maryland versetzt, wo er für die National Security Agency arbeitete. Danach diente er drei Jahre auf einem U-Boot als Lieutenant in der Naval Security Fleet Support Division. Sein Redetalent, das seiner späteren Fernsehkarriere nützen sollte, entdeckte er zu jener Zeit. Er hielt öffentliche Reden vor Schulkindern in Kansas City und begann sich anschließend als Motivationstrainer zu engagieren. Seine Reden führten ihn durch die gesamten Vereinigten Staaten und schließlich verließ er nach einer 22-jährigen Karriere im Militär die Armee als Lieutenant Commander mit den Ehrenabzeichen Navy Achievement Medal, der Meritorious Service Medal und der Navy Commendation Medal.

### The Montel Williams Show
Williams begann für das Fernsehen zu arbeiten und wurde 1991 Host der nach ihm benannten The Montel Williams Show, die von CBS Paramount Television produziert wurde. 1996 erhielt Williams einen Daytime Emmy Award als „Outstanding Talk Show Host“. Williams wurde 2002 erneut nominiert, seine Show in den Jahren 2001 und 2002. Die Einschaltquoten erreichten ihren Höhepunkt in den Jahren 1996 und 1997, wobei die Show durchschnittlich 4,4 Punkte im Nielsen Rating erzielte.
Am 30. Januar 2008 gab das Branchenmagazin Variety bekannt, dass CBS TV Distribution die Produktion der Show einstelle, da der Hauptkäufer Fox die Show auf einer Reihe seiner Sender absetzte. Die letzte Folge wurde am 16. Mai 2008 ausgestrahlt.

### Radio und Werbung
Am 6. April 2009 begann Williams als Host der täglichen Radioshow Montel Across America auf Air America Media. Die Sendung lief bis zum 21. Januar 2010.
Ab Mai 2009 war Williams Moderator einer Reihe von Infomercials für das Küchengerät „Living Well Healthmaster“ mit dem Titel Living Well with Montel. Dabei lehnte sich die Werbesendung an seine alte Talkshow an. Die „Talkgäste“ redeten dabei über ihre gesundheitlichen Probleme und immer wieder stellt sich der „Healthmaster“ als Lösung heraus. Neben diesem Gerät warb er in dieser Show auch für Schnellkochtöpfe. Als Hauptdarsteller war er auch in einer Reihe von TV-Werbespots für „Money Mutual“, eine Art Kreditkarte, die für den Internetverkehr gedacht ist, zu sehen. Ab Juni 2010 warb Williams für LifeLock, eine Sicherheitsfirma, die gegen Betrug schützt.
Am 20. November 2010 trat Williams zusammen mit Phil Donahue, Geraldo Rivera, Ricki Lake und Sally Jessy Raphael in The Oprah Winfrey Show auf.

### Schauspiel

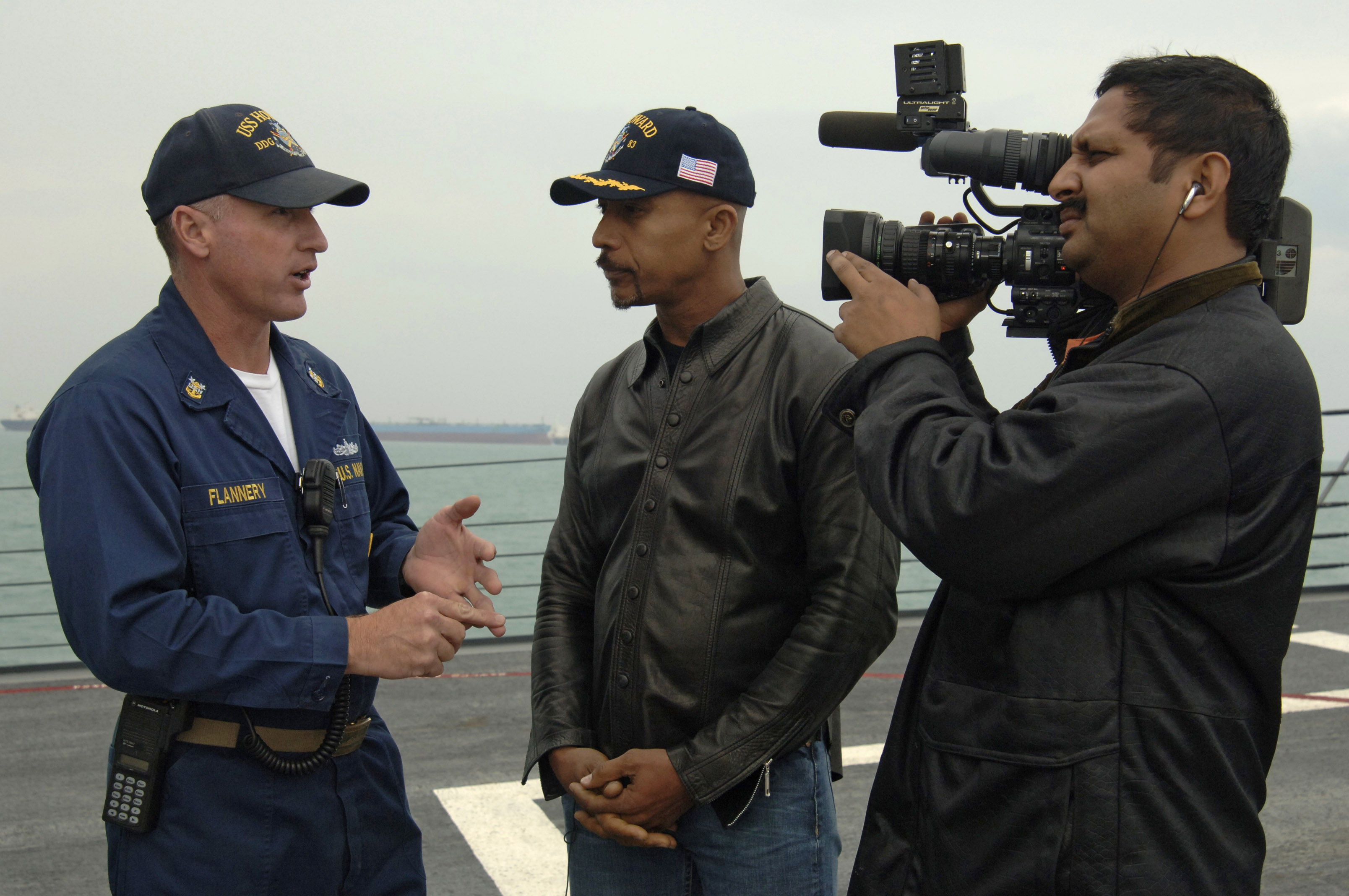
Montel Williams mit Fernsehteam auf der Howard

Williams tritt gelegentlich als Gaststar in Fernsehserien auf. So spielte er einen Leutnant der Navy SEALs in drei Episoden der Serie JAG – Im Auftrag der Ehre. Er war außerdem Produzent und Hauptdarsteller der Fernsehserie Matt Waters, die 1996 von CBS ausgestrahlt wurde. Dort spielte er einen Ex-Navy-Seal, der als Highschoollehrer arbeitete. 1997 spielte er eine Nebenrolle in dem Film Red Zone mit Dolph Lundgren.
Als Richter trat er 2002 in der Seifenoper All My Children auf ABC auf. 2003 folgte eine Gastrolle, bei der er sich selbst spielte. Weitere Gastrollen hatte er in Ein Hauch von Himmel und Springfield Story. 2004 moderierte er American Candidate, eine politische Reality-Show auf Showtime.
Als Produzent war er verantwortlich für den Dokumentarfilm 4CHOSEN: The Documentary, der über eine Schießerei in New Jersey und den anschließenden Prozess 1998 handelte.

### Soziales Engagement
Nachdem bei Williams 1999 Multiple Sklerose festgestellt wurde, engagiert er sich für andere Betroffene.  Er gründete 2000 die MS Foundation, eine Non-Profit-Organisation, die vor allem in Forschung und Aufklärung investiert.  Williams gab außerdem öffentlich bekannt, dass er gegen seine Schmerzen medizinisches Marihuana verwende. Dadurch wurde er Mitglied und Sprachrohr der Legalisierungsbewegung.
Williams ist außerdem nationaler Sprecher für Partnership for Prescription Assistance (PPA), ein Programm, das sozial schwachen Personen hilft, an freie oder preislich reduzierte Medikamente zu kommen. Am 30. November 2007 war Williams in Savannah, Georgia und bedrohte dort eine 17-jährige Highschool-Reporterin die für die Savannah Morning News berichtete. Diese hatte ihn gefragt, ob das Programm durch die Vergabe kostenloser oder verbilligter Medikamente nicht die Profite der Pharmaindustrie verringern würde und dadurch die Entwicklung neuer Medikamente verhindern würde. Erregt über diese Frage ließ er das Videoband vernichten. Als er die Schülerin später in seinem Hotel traf, drohte er sie „in die Luft zu jagen“. Als er auf den Vorfall von anderen Reportern angesprochen wurde, reagierte er ebenfalls ungehalten. Später entschuldigte er sich für sein Fehlverhalten. 2010 wurde William Sprecher für die Website Poker Training Network.
Williams nahm 2007 an der World Series of Poker teil, verlor jedoch am zweiten Tag. Das Geld wollte er bedürftigen Familien spenden, die unter den Folgen des Irakkriegs litten. In jüngster Zeit engagiert er sich außerdem für The Fisher House Foundation, die Wohnungen für verletzte Soldaten zur Verfügung stellt.

## Privatleben
Williams hat zwei Töchter mit seiner ersten Frau Rochele See. Von 1992 bis 2000 war er mit der Tänzerin Grace Morley verheiratet. Das Paar hat eine Tochter und einen Sohn. Im Juli 2006 lernte er Tara Fowler kennen, die er 2007 ehelichte.

## Werke
- mit Daniel Paisner: Mountain, get out of my way. Life lessons and learned truths. Warner Books, New York NY 1996, ISBN 0-446-51907-3.
- Life lessons and reflections. Mountain Movers Press, Carlsbad CA 2000, ISBN 1-58825-001-6.
- mit Daniel Paisner: A dozen ways to Sunday. Stories of hope and courage. Mountain Movers Press, Carlsbad CA 2000, ISBN 1-58825-005-9.
- mit Wini Linguvic: BodyChange. The 21-day fitness program for changing your body – and changing your life! Mountain Movers Press, Carlsbad CA 2000, ISBN 1-58825-004-0.
- mit Lawrence Grobel: Climbing higher. New American Library, New York NY 2004, ISBN 0-451-21159-6.